# Lastrup
Lastrup è un comune di 7 315 abitanti,  della Bassa Sassonia, in Germania.
Appartiene al circondario (Landkreis) di Cloppenburg (targa CLP).